# David Rösch (Basketballtrainer)
David Rösch (* 14. Oktober 1988 in Eichstätt) ist ein deutscher Basketballtrainer.

## Leben
Der gebürtig aus Eichstätt stammende Rösch wuchs in Mössingen auf. Er trainierte während seines Lehramtsstudiums (Sport, Politik und Wirtschaft) in Ulm Jugendmannschaften und stand selbst als Spieler beim Oberligisten TV Derendingen auf dem Feld.
Ab 2011 setzte er sein Studium in Tübingen fort und war fortan für die Tigers Tübingen tätig. Bis 2017 betreute er Tübingens U16-Mannschaft in der Jugend-Basketball-Bundesliga (JBBL). 2014/15 war er zusätzlich Co-Trainer von Igor Perovic in Tübingens damaliger Bundesliga-Herrenmannschaft. Rösch wurde 2017 als JBBL-Trainer des Jahres ausgezeichnet, nachdem er Tübingen im Spieljahr 2016/17 in der U16-Bundesliga unter die besten vier Mannschaften geführt hatte. 2017/18 trainierte er Tübingens U19 in der Nachwuchs-Basketball-Bundesliga (NBBL), zusätzlich wurde er 2017 nach bestandenem ersten Staatsexamen am Institut für Sportwissenschaft der Eberhard Karls Universität Tübingen als Akademischer Angestellter tätig und übernahm neben Forschungsaufgaben im Themengebiet Sportspiele die praktisch-methodische Ausbildung im Basketball. Zur Saison 2018/19 trat Rösch, der 2018 den Trainerschein des europäischen Basketballverbandes erwarb, bei Tübingens Herrenmannschaft in der 2. Bundesliga ProA das Amt des Co-Trainers an.
Ende Dezember 2019 wurde ihm beim Zweitligisten Kirchheim Knights in Nachfolge des erkrankten Mauricio Parra das Cheftraineramt übertragen. Rösch gab das Amt nach dem Ende der Saison 2019/20 wieder ab, im Sommer 2020 trat er in Kirchheim das Amt des Sportdirektors für den Nachwuchsbereich an. Rösch war als Wissenschaftlicher Mitarbeiter des Instituts für Sportwissenschaft der Eberhard Karls Universität Tübingen an einer im Januar 2023 vorgestellten Untersuchung beteiligt, die im Spieljahr 2010/11 erhobene statistische Kennzahlen von Spielern der Nachwuchs-Basketball-Bundesliga auswertete und diese mit der späteren Entwicklung der Spieler im Erwachsenenbasketball in Zusammenhang setzte.